# Lyssomanes ipanemae
Lyssomanes ipanemae là một loài nhện trong họ Salticidae.
Loài này thuộc chi Lyssomanes. Lyssomanes ipanemae được María Elena Galiano miêu tả năm 1980.